# Sixin Wuxin
Sixin Wuxin (chiń. 死心悟新 pinyin Sǐxīn Wùxīn; kor. 사심오신 Sasim Osin; jap. Shishin Goshin; wiet. Tử Tâm Ngộ Tân; ur. 1044, zm. 1115) – chiński mistrz chan, należący do frakcji huanglong szkoły linji.

## Życiorys
Pochodził z Shaozhou. Według legendy zapisanej w Wudeng Huiyuan, Sixin urodził się z purpurowym znamieniem na ramionach i prawej stronie, co dawało mu wygląd mnicha buddyjskiego. Jako młody człowiek udał się do klasztoru Fotuo, gdzie został zaordynowany. Następnie udał się w podróż, aby spotkać się z mistrzem chan Huanglongiem Zuxinem, którego został uczniem i spadkobiercą.
Huanglong podniósł swoją pięść i spytał: „Jeśli nazwiecie to pięścią popełniliście błąd. Jeśli nie nazwiesz tego pięścią, to unikasz pytania. Jak to nazwiesz?”
Sixin nie wiedział, co robić. Spędził dwa lata pracując nad tym pytaniem zanim doszedł do rozwiązania. Ale kiedy poszedł przedyskutować sprawę z Huanglongiem, jego nauczyciel nie zwracał na to najmniejszej uwagi i zamiast tego stał się bardzo gwałtowny. Gdy Sixin próbował wyjaśnić swój wgląd, Huanglong nagle krzyknął: „Przestań! Przestań! Czy możesz nakarmić ludzi mówiąc o jedzeniu?”
To przestraszyło i zmartwiło Sixina, który powiedział: „Nie chcę być w tym miejscu pękniętych misek i zmarnowanych strzał. Odwołuję się do współczucia mistrza. Proszę skieruj mnie do raju”.
Huanglong powiedział: „Pojedyncza cząsteczka kurzu unosi się i niebo jest zakryte. Ziarno musztardy spada i ziemia się odwróciła. Raj wciąż męczy cię pomieszaniem. Musisz całkowicie umrzeć, tak, abyś przez nieskończone nadchodzące eony, z całkowitym umysłem, mógł słyszeć”.
Sixin natychmiast wyszedł.
Pewnego dnia, gdy Sixin rozmawiał z mnichem-pielgrzymem nazwiskiem Zhishi Chui, nagle błysnęło i rozległ się odgłos gromu. Sixin został natychmiast oświecony. Pobiegł zobaczyć się z Huanglongiem. Zapomniawszy o wszelkich formach wykrzyknął: „Każdy na ziemi osiągnął chan, ale nikt nie przebudził się do niego”.
Huanglong zaśmiał się i powiedział: „Praktykujący pierwszej rangi! Jakże ja mogę patrzeć na ciebie?” W rezultacie tego wydarzenia otrzymał imię Sixin [Martwy Umysł].
Pewnego dnia Sixin wszedł do sali i zwrócił się do mnichów słowami: „Jest to głębokie, ciemne, odległe i żadna osoba nie może tam się udać. Czy Siakjamuni dotarł tam, czy nie? Jeśli on tam dotarł, to czy może ktoś jeszcze? Jeśli on tam nie dotarł, kto powiedział, że to jest ciemne i odległe?”
Przed śmiercią Sixin wyrecytował wiersz:
| Kiedy mówisz, wszystko jest przewrócone. Kiedy milczysz druga rzecz upada, trzecia rzecz upada. Mówię do praktykujących chan wszędzie, Władczy umysł jest tam, gdzie zanika praktyka |

Stupa mistrza została zbudowana na północ od pokoju mistrza w klasztorze Huitang.

## Linia przekazu Dharmy zen
Pierwsza liczba oznacza liczbę pokoleń od Pierwszego Patriarchy chan w Indiach Mahakaśjapy.
Druga liczba oznacza liczbę pokoleń od Pierwszego Patriarchy chan w Chinach Bodhidharmy.
Trzecia liczba oznacza początek nowej linii przekazu w innym kraju.
- 38/11. Linji Yixuan (zm. 867) szkoła linji
  - 39/12. Xinghua Cunjiang (830–925)
    - 40/13. Nanyuan Huiyong (Paiying) (860–930)
      - 41/14. Fengxue Yanzhao (896–973)
        - 42/15. Shoushan Xingnian (926–993)
          - 43/16. Fenyang Shanzhao (947–1024)
            - 44/17. Ciming Chuyuan (Shishuang Chuyuan) (968–1039)
              - 45/18. Yangqi Fanghui (992–1049) szkoła yangqi
              - 45/18. Huanglong Huinan (1002–1069) szkoła huanglong
                - 46/19. Xuefeng Daoyuan (bd)
                - 46/19. Yungai Shouzhi (1025–1115)
                - 46/19. Yun’an Kewen (1025–1102) (także Baofeng, Letan i Zhenjing)
                  - 47/20. Juefan Huihong (1071–1128)
                  - 47/20. Doushuai Congyue (1044–1091)

                - 46/19. Zhaoxue Changzong (1025–1091) (także jako Donglin)
                  - 47/20. Dongpo Jushi (1036–1101) (poeta, znany jako Su Dongpo)

                - 46/19.?
                  - 47/20. Chantang Wenzhu (1066–1115)

                - 46/19.?
                  - 47/20. Changling Shouzhou (1065–1123)

                - 46/19. Huitang Zuxin (1024–1100) (Huanglong Zuxin)
                  - 47/20. Huanglong Shixin (zm. 1139)
                  - 47/20. Sixin Wuxin (1044–1115) (Huanglong Wuxin)
                    - 48/21. Weiju (bd) mniszka
                    - 48/21. Lingyuan Weiqing (zm. 1117)
                      - 49/22. Shouzhuo Changling (ok. 1060/1065-1130/1123)
                        - 50/23. Wushi Jiechen (ok. 1080–1150)
                          - 51/24. Xinwen Tanbi (Tanfen?) (ok. 1100–1170)
                            - 52/25. Xue’an Congjin (ok. 1115–1185)
                              - 53/26. Xu’an Huaichang (Huaibi) (ok. 1125–1195)
                                - 54/27/1. Eisai Myōan (1141–1225) Japonia. Szkoła rinzai.